# Dleskovška planota
Dleskovška planota (tudi Veža) je gorska kraška planota v Kamniško-Savinjskih Alpah s sledovi poledenitve. Nahaja se med Robanovim kotom, dolino Savinje in Lučke Bele. Meri približno 20 km² in je delno poraščena z gozdom in ruševjem.
Gozdni del na območju Križevnika je zavarovan kot gozdni rezervat (40 ha) in je izločen iz gospodarjenja. Ves ta kompleks je težko prehoden. Paša je opuščena.